# Aleuroclava srilankaensis
Aleuroclava srilankaensis là một loài côn trùng cánh nửa trong họ Aleyrodidae, phân họ Aleyrodinae.
Aleuroclava srilankaensis được David miêu tả khoa học đầu tiên năm 1993.